# Famille de Coligny
 (août 2013).
Si vous disposez d'ouvrages ou d'articles de référence ou si vous connaissez des sites web de qualité traitant du thème abordé ici, merci de compléter l'article en donnant les références utiles à sa vérifiabilité et en les liant à la section « Notes et références ».
Pour les articles homonymes, voir Coligny.
Cette page explique l’histoire ou répertorie les différents membres de la famille de Coligny.
La famille de Coligny était une très ancienne famille française noble originaire de Bresse éteinte en 1694, qui tirait son nom d'une petite ville située sur la frontière du comté de Bourgogne et du pays de Bresse.
Cette famille a donné deux maréchaux de France, un lieutenant-général de l'infanterie française, deux amiraux, un cardinal, évêque de Beauvais, et un archevêque de Lyon. Elle forma plusieurs branches.

## Origine
Jean Du Bouchet, auteur de l'Histoire de l'illustre maison de Coligny (1662), rattache la famille de Coligny aux Manassès bourguignons dont elle serait un rameau.
Vers 863, Richard, duc de Bourgogne, aidé d'un nommé Manassès, auquel on donne l'épithète de vir strenuus (homme courageux) , et d'autres seigneurs, défirent les Normands qui détruisaient et brûlaient les villages et les villes de la Bourgogne.
En 912 vivait Manassès, ainsi qualifié, venerabilis comes, domnus Manassès ; sa femme s'appelait Hermingarde. Ils avaient au moins trois fils: Wallon, Gisalbert et Manassès. Ce Gisalbert était comte de Chalon ; il était comte principal de Bourgogne (quasi duc) lorsqu'il mourut en 956.
En 923, un comte appelé Manassès, fit une donation à l'église de Saint-Bénigne, à Dijon. La même année, un seigneur nommés Manassès, fit partie des seigneurs qui combattirent une armée de Normands, commandée par Ragenold.
Tous ces fragments d'anciennes chroniques, rassemblés par Dubouchet, prouvent seulement qu'au Xe siècle, plusieurs comtes Bourguignons portèrent le nom de Manassès; mais il ne devait pas en conclure que Manassès, qui était sire de Coligny en 974 descendait de l'un d'eux.
Du Bouchet a inséré dans son ouvrage, une charte qui est la plus ancienne preuve authentique de l'existence des sires de Coligny en 974.
En 974, Manassès, sire de Coligny, donna les églises de Marboz et de Treffort à l'abbaye de Gigny. Dans cette charte, Manassès se donne le titre de comte, et se reconnaît comme vassal de Conrad, roi de la Bourgogne transjurane ; elle fut faite au château de Coligny, scellée du sceau de Manassès, de celui de Gerberge, sa femme, et de ceux de ses trois fils : Manassès, Wallace et Richer. Dans cet acte, les coteaux qui s'étendent depuis Coligny jusqu'au Pont-d'Ain, sont désignés sous le nom de Reversus mons ; de là le nom de Revermont que ces coteaux ont conservé.
Richer, fils de Manassès de Coligny, se serait fait moine à l'abbaye de Saint-Claude et aurait donné son château de Jasseron à ce monastère.
Les possessions de la famille de Coligny sont probablement nées au Xe siècle de l'éclatement du pagus de Bresse, et qui fut communément appelée Manche des Coligny,. Au XIIIe siècle, on en parle déjà comme « l'ancienne Manche des Coligny ». Ville du Revermont, Coligny était située aux confins de deux principautés du St-Empire : la comté de Bourgogne (Franche-Comté) (pour la partie nord, ou Coligny-le-Vieux : dans le département du Jura ; plus tard marquisat de Coligny) ; et les États de Savoie (pour la partie sud, ou Coligny-le-Neuf : dans le département de l'Ain ; plus tard comté puis duché de Coligny).
La règle de l'héritage dans cette famille est la transmission des terres aussi bien aux descendants filles que garçons : cela amènera l'éclatement du territoire originel avec une multitude de fiefs territoriaux et banaux.

## Titres
Liste non exhaustive des  titres que porta la famille de Coligny suivant les périodes :

### Terres et titres du Revermont
La Maison de Coligny a possédé sous différents titres les diverses parties de la terre de Coligny, partagée entre les descendants des seigneurs de Coligny. On trouve en particulier :
- la branche des seigneurs de Coligny-le-Vieux (la branche cadette, issue du frère cadet d'Hugues de Coligny : Humbert III, † 1211). Cette terre devint le marquisat de Coligny (partie nord de la terre/manche de Coligny)
- la branche des seigneurs de Coligny-le-Neuf (d'abord la branche aînée, issue d'Hugues de Coligny, † 1205, fils aîné d'Humbert II ; la branche cadette l'acquiert en 1540 avec Louise de Montmorency - femme du maréchal Gaspard Ier - et en 1563 avec leur fils l'amiral Gaspard II : voir plus bas). Cette terre, la baronnie de Coligny, devint le comté de Coligny, puis le deuxième duché de Coligny de 1648 à 1657 (partie sud de la terre/manche de Coligny).

Les différentes terres titrées de Coligny sont donc :
- les duchés de Coligny (Coligny-le-Neuf ; et plus durablement Châtillon), tenus par les ducs de Coligny
- le marquisat de Coligny-le-Vieux, tenue par les marquis de Coligny
- le comté de Coligny-le-Neuf, tenu par les comtes de Coligny
- la baronnie de Coligny-le-Neuf, tenue par les barons de Coligny
- la seigneurie de Coligny, tenue par les seigneurs de Coligny

Les autres terres tenues dans le Revermont par la maison de Coligny, sont :
- dans l'Ain, les seigneuries de Meillonnas[6], Treffort, Marboz, Pressiat, Ceyzériat, Pont-d'Ain...
- dans le Jura, la seigneurie puis marquisat d'Andelot (1617),
- la baronnie de Cressia,
- et la baronnie de Chevreaux

Et en Bugey : les seigneuries de Cuchet (Saint-Sorlin-en-Bugey), de Saint-Denis, de Varey (Saint-Jean-le-Vieux).

### Terres et titres dans d'autres régions
Par le mariage (1432) de Guillaume seigneur de Coligny avec Catherine de Saligny, la maison de Coligny hérita des terres suivantes :
- la seigneurie de Châtillon-sur-Loing (Loiret) et terres adjacentes
- la baronnie de La Motte-Saint-Jean (Saône-et-Loire)
- la baronnie de Saligny (Allier)

La maison de Coligny a aussi possédé les terres suivantes :
- le comté de Laval (par le mariage de François de Coligny d'Andelot avec Claude/Claudine de Rieux, héritière de Laval en tant que petite-fille de Guy XVI)
- les seigneuries de Quintin, Tinténiac, Montmuran, Vitré, Rieux, Comper, toutes en Bretagne, et...
- la baronnie de La Roche-Bernard (ces seigneuries venant des Laval et des familles alliées, comme les Montfort et les Rieux)
- et la seigneurie de Tanlay (Yonne) (acquisition vers 1535 par Louise de Montmorency, mère de l'amiral Gaspard II, de François d'Andelot ci-dessus, et d'Odet ; mais il y avait aussi un lien du sang : cf. ci-dessous Jean III de Coligny-le-Vieil)

## Filiation
- Manassès de Coligny[3]
  - Richier de Coligny (Ca. 980-990)[7], fils de Manassès, moine à l'abbaye de Saint-Claude à qui il donne Jasseron[3].

(Puis de père en fils sauf mention contraire) :

### Tout Coligny
- Humbert Ier de Coligny (...1090-1147 ?) ; seigneur de Coligny et du Revermont, fondateur de l'abbaye du Miroir en 1131, fils d'Adélaïde de Savoie (1065-1116 ; fille du comte Amédée II (vers 1050-vers 1080)) et de Manassès (V) de Coligny (ce dernier, fl. dans la seconde moitié du XIe siècle et jusqu' après 1100, est le premier personnage de la liste donnée par le Père Anselme et Honoré du Fourny[8] et par le site Racines&Histoire[9] et le deuxième de celle donnée par le site MedLands[10] : il est alors numéroté Manassès Ier ou II)
- Guerric de Coligny (...1147-1161...), seigneur de Coligny
  - Gautier, fils cadet ; seigneur de St-André-sur-Suran, il transmet ce fief à ses fils Hugues et Guillaume (chanoine-comte de Lyon ; † en 1213 en léguant ses biens à l'Église de Lyon) ; il a également une fille, qui épouse Guichard II d'Anthon de Pérouges
- Humbert II de Coligny († fin du XIIe siècle, vers 1190)[7] ; seigneur de Coligny, fils aîné de Guerric. Il épouse Ida de Vienne-Mâcon († vers 1224), fille de Gérard Ier et Maurette de Salins, remariée veuve au duc Simon de Lorraine ; D'où :
  - Hugues de Coligny (1170-1205), fils cadet d'Humbert II et d'Ide de Mâcon-Vienne, co-seigneur de Coligny-le-Neuf (de cette terre relevaient notamment Marboz, Treffort, St-André, Châtillon de Corneille, Varey, St-Sorlin...) : voir ci-dessous
  - Guillaume de Coligny († 1228), fils cadet d'Humbert II ; co-seigneur de Coligny-le-Neuf[7]
  - Humbert III de Coligny († 1211), un autre fils cadet d'Humbert II ; seigneur d'Andelot, bienfaiteur de l'abbaye du Miroir, et des chartreuses de Séligna et de Montmerle ; il a pour fils aîné Amédée/Amé II d'Andelot et de Coligny-le-Vieil, qui viendra plus loin, et pour fils cadets :
    - Gautier, co-seigneur d'Andelot et sire de Montgiffon (Montgriffon ?) († ap. 1232/1246) ; mari d'Alix fille de Gaucher Ier de Broyes-Commercy ; parents de : - Humbert, † sans postérité de sa femme Agnès en 1274 ; - Guillemette, x Jean d'Oiselay, fils d'Étienne Ier d'Oiselay, lui-même fils naturel d'Étienne II d'Auxonne-Bourgogne ; - et Marguerite, femme de Pierre de Joinville-Gex, sans postérité (cf. ci-dessous autre Pierre de Joinville-Gex, son frère cadet)
    - Hugues de Cressia, frère cadet d'Amédée II ; souche de la première branche de Coligny-Cressia (voir plus bas, après le tableau généalogique)
    - Guillaume, abbé de l'Île-Barbe en 1224-1240 ?

  - Alix de Coligny vivante en 1189 et 1216, dame de Cerdon et d'Espierres, fille et héritière d'Humbert II de Coligny, mariée le 11 juillet 1188[7] à Humbert II de Thoire-Villars[7] (ainsi la suzeraineté qu'avaient les Coligny sur Rougemont (à Aranc) passa aux Thoire-Villars ; cf. l'article Rougemont[11])
  - Béatrice de Coligny († ap. 1222), femme de Pierre de Montmoret, d'où une illustre postérité (les Vienne-Montmorot et Vienne-St-Georges et Ste-Croix, d'où les Orléans-Longueville, les Savoie-Carignan et -Nemours, les Orléans, et même Louis XV ; les Chalon-Arlay princes d'Orange, les Joigny-Nesle, etc.) ; et :
- Amédée Ier de Coligny (...1188-1222...) ; seigneur de Coligny, fils aîné d'Humbert II ; sans postérité, il lègue Coligny-le-Vieil à son neveu Amédée II ci-dessous, fils aîné d'Humbert III, alors que Coligny-le-Neuf passe à ses frères cadets Hugues Ier (ci-après ; ou du moins à sa fille Béatrix) et Guillaume de Coligny († 1228 ; ci-dessus)[12].

### Coligny-le-Neuf, jusqu'aux dauphins de Viennois et à la maison de Savoie
- Hugues I er de Coligny (1170-1205), premier fils cadet d'Humbert II ; souche de la branche aînée, seigneur de Coligny-le-Neuf, mort à la prise de La Serre en 1205 par le roi Jean de Bulgarie, marié en 1193 à Béatrice d'Albon dauphine du Viennois (1162-1228) ; certains contestent cette alliance, pourtant généralement admise ; déjà deux fois veuve : d'Albéric Taillefer de Toulouse et d'Hugues III de Bourgogne ; fille de Béatrice de Montferrat et de Guigues V d'Albon premier dauphin du Viennois). De cette union : Béatrix (et Marie ? ; plutôt une confusion avec Marie de Varey, fille de Béatrix et femme de Rodolphe de Genève ci-après)[13] :
  - Béatrix ou Béatrice de Coligny († apr. 1237), héritière d'Hugues à Coligny-le-Neuf, mariée en 1210[14] à Albert III de La Tour du Pin ; d'où postérité[15], dont : - Albert IV de La Tour ; - Guy évêque de Clermont en 1250-1286 ; - le dauphin Humbert Ier ; - Marie de La Tour († apr. 1285), dame de Varey-en-Bugey, qui épouse en 1241 Rodolphe de Genève, d'où la suite des comtes de Genève ; - Béatrix de La Tour, x Guillaume de Roussillon et d'Annonay ; - Alix de La Tour, x Humbert IV de Montluel : parents de Guy de Montluel qui épouse Marguerite de Coligny ci-dessous. C'est à cette époque que ce qui était appelé « la manche des Coligny » ne correspond plus à une réalité politique, la lignée directe aînée ayant disparu[5]. Le dauphin Humbert Ier cède Coligny-le-Neuf vers 1280 au comte de Savoie Amédée V (en 1563, l'amiral Gaspard II de Coligny et sa mère Louise de Montmorency l'acquerront : voir plus bas).

### Coligny-le-Vieux et Andelot
- Amédée/Amé II (vivant en 1231 ; † entre 1249 et 1256), neveu d'Amédée Ier et d'Hugues de Coligny ci-dessus, et fils d'Humbert III de Coligny (un fils cadet d'Humbert II, voir ci-dessus) ; mari d'Alix, fille de Ponce II ou d'Hugues II de Cuiseaux ; souche de la branche cadette, sire de Coligny-le-Vieux, d'Andelot[3] et de Chevreaux (dans la partie nord de la manche de Coligny), mais aussi de Jasseron et de Saint-André (sans doute St-André-sur-Suran, à Neuville ; les Coligny eurent aussi Fromente(s) sur le Suran, également à Neuville-sur-Ain : voir plus bas) dans la partie sud de la manche de Coligny. Les enfants d'Alix et Amé II sont :
  - Guy de Coligny († ap. 1310), fils cadet, prieur de Nantua (1299)
  - Guillemette de Coligny († v. 1262 sans postérité), femme de Guillaume, palatin de Jassans-Riottier et Montdidier ; et :
- Guillaume Ier de Coligny († entre 1270 et 1275), fils aîné d'Amé II, et mari d'une Béatrix ; seigneur de Coligny-le-Vieux et de Chevreaux :
  - sa fille Marguerite de Coligny transmet ces seigneuries à son mari Guy de Montluel ci-dessus (petit-fils de Béatrix de Coligny), épousé en 1280 ; postérité : - leur fils Jean de Montluel († sans postérité en 1343), cède en 1331 Coligny-le-Vieux à Étienne II de Coligny d'Andelot ci-dessous ; - et leur fille Marguerite de Montluel dame de Chevreaux, épouse de Philippe II ou III de Vienne seigneur de Ruffey : Postérité
- Étienne Ier de Coligny (vers 1251-1318), fils d'Amé II et frère cadet de Guillaume Ier ; seigneur d'Andelot[3] et de Jasseron. En 1303[7], il est en possession des droits du pont sur l'Ain à Pont-d'Ain. Il soutient le duc Robert II contre le dauphin Humbert en 1284, et conteste les droits de sa nièce Marguerite de Coligny-Montluel en 1304 : deux personnages rencontrés plus haut). Il épouse Isabelle de Sabran-Forcalquier, dame de Cressia[16] (qu'elle tenait du legs des cousins de son mari : Guillaume, Amédée et Polis de Coligny-Cressia ; voir ci-dessus, et ci-dessous après le tableau généalogique : première branche de Coligny-Cressia ; Isabelle était la fille de Marie-Agnès de Mont-St-Jean et de Gérard/G(u)iraud de Sabran, fils lui-même de Guillaume de Forcalquier), d'où :
  - son fils cadet Béraud Ier et sa descendance continuent les sires de Cressia-2e branche jusqu'au début du XVe siècle : puis retour aux Coligny d'Andelot
  - Marguerite, femme av. 1304 de Jean de La Baume — de la famille des seigneurs de La Baume-sur-Cerdon alias Labalme-en-Bugey, qui eut aussi St-Amour à partir de 1548  — sire de Fromente(s) sur le Suran (à Neuville) : d'où Étienne de La Baume († v. 1360 ; x Huguette, fille de Vauchier de Beauregard), père d'Humbert III de La Baume († 1391 ou 1409 ? ; x Catherine, fille d'Humbert de Luyrieu(x) de la Cueille), lui-même père d'Huguette de La Baume qui marie Jacques Ier Jacquemart de Coligny d'Andelot ci-dessous
  - Jeannette, x Humbert de St-Amour (de la famille de L'Aubespin)
  - et ? Aimée de Coligny, mariée à Amé de Joinville de Gex, sire de Marnay et de Divonne (fils d'autre Pierre de Joinville, frère cadet de Pierre de Joinville-Gex ci-dessus : deux des fils de Simon II de Joinville x Léonette de Gex ?) : postérité ? (le site MedLands[10] le conteste) ; et :
- Jean Ier de Coligny, fils aîné d'Étienne Ier, frère aîné des précédents ; seigneur d'Andelot dans la première moitié du XIVe siècle ; marié en 1298 à Jeanne († très âgée en 1374), fille de Milon de La Roche-du-Vanne/du-Vanel en Auxois et de Marguerite (remariée à Jacques Arragons sgr. de Loysia et Crillat), dame de Crilla et Loisia en héritage de son beau-père[17], d'où :
  - Jacques de Coligny († 1372), chanoine et chantre de Lyon, renonce à l'archevêché de Lyon malgré son élection par le chapitre en 1365
  - Marguerite, femme en 1320 de Jean/Jacques d'Arbon sire de Chaux-des-Crotenay, d'où postérité[18]
  - Isabeau, abbesse de Château-Chalon en 1367-1396 ; et :
- Étienne II de Coligny, seigneur d'Andelot, fils de Jean Ier et frère des précédents, mari d'Eléonore, fille d'Humbert V de Thoire-Villars et d'Éléonore de Forez-Beaujeu (elle-même fille de Louis Ier de Beaujeu et petite-fille du comte Renaud) ; en 1331, il récupère Coligny-le-Vieil sur son cousin Jean de Montluel, fils de Guy de Montluel et Marguerite de Coligny ci-dessus. Père de :
  - - Hugonin († av. 1394), x Lucie de Saix, sans postérité ; - Louise, x Aymé de Montaigny-en-Lyonnais ;
  - - Marguerite († ap. 1389), femme 1° d'Aymar de Beauvoir de La Palu (à Four ?), et 2° de Jean de La Tour de Salins, sire de Poupet et Flacey : Postérité des deux unions (par exemple, son fils Étienne de Salins-La Tour a pour fille Renaude, dame de Flacey et femme de Lancelot Ier de Luyrieux : le petit-fils de ces derniers, Lancelot II de Luyrieux de Beaufort, a pour fille Denise, épouse de Gaspard de Coligny-Cressia : troisième branche de Cressia[19]) ; et :
- Jean II († ap. 1397), seigneur de Coligny-le-Vieil et d'Andelot, de Beauvoir (probablement Beauvoir/Belvoir/Balvay, à Leyssard, qui venait des Thoire et relevait de la seigneurie de Poncin : or les Coligny ont hérité La Cueille des Thoire-Villars, à Poncin), Beaupont, Crillia et Loysia, fils aîné d'Étienne II ; il épouse Marie, fille de Jean II de Vergy le Borgne sire de Fouvent et Champlitte et de Gillette de Vienne (elle-même fille de Guillaume Ier seigneur de Seurre et St-Georges, sœur d'Hugues V de Vienne et tante de Guillaume de Vienne : cf. l'article Sainte-Croix), d'où :
  - - Jean de Coligny, fils aîné, † prédécédé sans postérité de sa femme Gille ; - Antoine, chanoine-comte de lyon, obédiencier de St-Just (teste en 1402) ; - Etienne de Loysia ; - Guillemette, abbesse de Château-Chalon en 1396-1402/1404 ; - Catherine, religieuse à Château-Chalon ; - Marguerite, religieuse à Lons ;
  - - Gisle (Gisèle, Gillette) de Coligny († av. 1416), x 1° (av. 1390) Jean, sire de St-Amour (de Laubépin ; arrière-petit-fils d'Humbert de St-Amour et de Jeannette, fille d'Étienne Ier de Coligny ci-dessus), puis 2° Girard de Thurey, sgr. de Noyers, Morillon et Jarcieu : d'où Catherine de Thurey, x Jacques de La Baume de L'Abergement, fils du maréchal Jean ; et :
- Jacques Ier de Coligny d'Andelot dit Jacquemart († vers 1434), 2e fils de Jean II, combattant à Nicopolis en 1396, marié à sa cousine éloignée Huguette de La Baume qui lui apporte en dot les seigneuries de Bohan/Buenc, Fromente(s) (sur le Suran à Neuville-sur-Ain : voir ci-dessus) et Boutavant (à Vescles)[20] ; d'où :
  - Claude († avant 1444 sans alliance), seigneur de Cressia, Loysia, Buenc
  - Étienne († après 1482 sans alliance), seigneur de Cressia, Loisia, Broissia, Boutavant (Vescles), Buenc etc. ; il servit Charles le Téméraire, dernier duc de Bourgogne, notamment à Grandson, Morat et Nancy. Père de deux enfants naturels : Béraud d'Andelot, sgr. de Broissia, châtelain de Cressia, Buenc et Loisia, mari de Michelle d'Urre : d'où Claude de Broissia ; et Jeanne d'Andelot
  - Jean (†1460), chanoine de Lyon, archidiacre de Chalon
  - Antoinette (vivante av.1423 et † ap. 1457), mariée avant l'an 1423 à Philibert Andrevet, seigneur de Co(u)rsan(t) (à Perrex)[21],[22], conseiller-chambellan de Philippe le Hardi
  - Marie (vivante 1434 et † av. 1457), mariée en juillet 1434 à Boniface III de Challant, seigneur de Fénix en Piémont (Val d'Aoste)
  - Catherine de Coligny († av. 1457), mariée à Jean, seigneur de Chevannes
  - Jean, le bâtard d'Andelot, fils naturel de Jacquemart, souche des seigneurs de Beaupont ; et :
- Guillaume II de Coligny (°1390-† v. 1464), fils aîné de Jacques Ier et frère aîné des précédents ; seigneur de Coligny-le-Vieil et d'Andelot, mari en 1437 de Catherine Lourdin de Randan († 1449), dame de Saligny, La Motte-St-Jean et Châtillon-sur-Loing (voir plus haut : Terres et Titres), fille de Jean II Lourdin de Saligny et Jeanne Braque
  - ses enfants cadets : - Lourdin de Coligny († 1466 ; un fidèle du duc Jean II) ; - Renaud, moine bénédistin, prieur d'Arbois, du Monte-aux-Moines et de St-Vigour-lez-Bayeux ; - Marie, x 1468 Antoine de Chareil et Cordebœuf ; - Jacques Lourdin de Coligny qui continue les sires de Saligny et La Motte-St-Jean (voir plus bas, après le tableau généalogique) ; - Antoine de Coligny († 1496), qui continue les sires de Cressia et de Bohan/Buenc (troisième branche de Coligny-Cressia) ;
- Jean III († ap. 1480), sire de Coligny-le-Vieux, d'Andelot et de Châtillon, fils aîné de Guillaume II, lié à Louis XI et installé désormais dans le royaume de France ; mari en 1464 d'Eléonore († ap. 1510), fille de Pierre de Courcelles seigneur de St-Liébaud et de Tanlay, et de Prégente de Melun-La Borde (sœur du Grand-maître Charles de Melun), d'où :
  - - Louise de Coligny, qui épouse 1° 1502 Louis de La Ferté-au-Vicomte en Anjou, et  2° Lancelot Ier du Lac sire de Chamerolles ; - Marie de Coligny († vers 1523), x (1479 ?) Georges de Menthon et de Dingy († vers 1520), sgr. de Coligny-le-Neuf de son propre chef ; - Prégente de Coligny († 1537), femme (en 1479 ?) de Pierre d'Aigreville (on remarque que Marie et Prégente de Coligny se seraient mariées très jeunes, toutes les deux en 1479 — le Père Anselme[8](p. 152) dit même en 1470 ! — dès leur tendre adolescence, et bien avant les autres membres de la fratrie) ; - Anne de Coligny, x 1505 Gilbert des Serpents/d'Esserpent (famille bourbonnaise) ; et :
- Jacques II, seigneur de Coligny-le-Vieux, de Châtillon et d'Andelot, fils aîné de Jean III, conseiller-chambellan de Charles VIII et Louis XII, combattant à Fornoue en 1495, prévôt de Paris en 1509, † 1512 à Ferrare des suites de la bataille de Ravenne, sans postérité de ses deux unions avec : 1° 1496 Anne, fille de Jean de Chabannes-Dammartin († v. 1500), puis 2° 1505 Blanche, fille de Jacques II de Tournon et Blanche de Polignac, et sœur de Just et François ; Son frère cadet, le maréchal Gaspard Ier (né v. 1465/1470-† 1522), lui succède : avec sa femme Louise de Montmorency (1496-1547 ; sœur du connétable Anne ; mariée en 1514), il a comme 3e fils (voir le tableau généalogique qui vient) :
  - l'amiral Gaspard II (1519-assassiné lors du massacre de la St-Barthélemy en 1572) : en juillet 1563, avec sa mère Louise, il récupère Coligny-le-Neuf (comté le 20 mars 1556) et réunit ainsi toute la seigneurie de Coligny. Sa postérité est considérable, notamment par sa fille Louise (1555-1620), quatrième épouse du Taciturne (de nombreux souverains européens en descendent).
    - son fils aîné François, comte de Coligny (1557-1591), est père du maréchal-duc Gaspard III (1584-1646 ; duc de Coligny à Châtillon), père lui-même de - Maurice (1618-1644), - d'Henriette (1618-1573), du - maréchal-duc Gaspard IV [1620-1649 ; duc de Châtillon et de Coligny (-le-Neuf) par érection du comté en duché en novembre 1648 ; père d'Henry-Gaspard (1649-1657), 2e duc de Coligny (-le-Neuf)], et - d'Anne de Coligny [1624-1680 ; x av. 1650 George II de Wurtemberg-Montbéliard : Postérité avec leur fils Léopold-Eberhard (1670-1723), dont la femme Anne-Sabine Hedwiger (1676-1735) acquiert en 1719 le marquisat de Coligny (-le-Vieux)] ;
    - son fils cadet Charles de Coligny (1564-1632) est marquis de Coligny-le-Vieux (1617), d'Andelot (1617) et de Saint-Bris : ses propres fils Joachim-François († 1654) et Bernard († 1627) sont aussi titrés de Coligny-le-Vieux et d'Andelot, mais ces deux marquisats sont en fait cédés dès le 18 juillet 1629 à leur lointain cousin Clériadus de Coligny-Cressia-troisième branche (voir plus loin, après le tableau généalogique) ;
    - le comté de Coligny-le-Neuf — duché en 1648-1657— passera quant à lui aux Wurtemberg-Montbéliard en 1648, grâce au mariage de Georges II de Montbéliard avec la fille de Gaspard III de Coligny, Anne de Coligny, arrière-petite-fille de l'amiral Gaspard II et petite-nièce de Charles de Coligny ; puis à leurs descendants Sandersleben, Faucigny-Lucinge et Pillot, qui récupèrent aussi le marquisat de Coligny-le-Vieux en 1719 : voir plus bas ;

  - les frères de l'amiral : Pierre de Coligny (1515-1534), fils aîné de Gaspard Ier, sgr. de Châtillon ; le cardinal Odet (1517-1571) ; François d'Andelot (1521-1569).

|                                                                |                                                                |                                                                |                                                                |                                                                |                                                                |  |  |                                                                      |                                                                      |                                                                      |                                                                      |                                                                      |                                                                      |  |  |                                                               |                                                               |                                                               |                                                               | Guillaume II de Coligny                                       |                                                               |  |  |                                         |                                         |                                         |                                         |                                         |                                         |  |  |                                    |                                    |                                    |                                    |                                    |                                    |  |  |                          |                          |                          |                          |                          |                          |  |  |  |  |  |  |  |  |  |  |  |  |  |  |  |  |  |  |  |  |  |  |  |  |  |  |  |  |  |  |  |  |
|                                                                |                                                                |                                                                |                                                                |                                                                |                                                                |  |  |                                                                      |                                                                      |                                                                      |                                                                      |                                                                      |                                                                      |  |  |                                                               |                                                               |                                                               |                                                               |                                                               |                                                               |  |  |                                         |                                         |                                         |                                         |                                         |                                         |  |  |                                    |                                    |                                    |                                    |                                    |                                    |  |  |                          |                          |                          |                          |                          |                          |  |  |  |  |  |  |  |  |  |  |  |  |  |  |  |  |  |  |  |  |  |  |  |  |  |  |  |  |  |  |  |  |
|                                                                |                                                                |                                                                |                                                                |                                                                |                                                                |  |  |                                                                      |                                                                      |                                                                      |                                                                      |                                                                      |                                                                      |  |  |                                                               |                                                               |                                                               |                                                               |                                                               |                                                               |  |  |                                         |                                         |                                         |                                         |                                         |                                         |  |  |                                    |                                    |                                    |                                    |                                    |                                    |  |  |                          |                          |                          |                          |                          |                          |  |  |  |  |  |  |  |  |  |  |  |  |  |  |  |  |  |  |  |  |  |  |  |  |  |  |  |  |  |  |  |  |
|                                                                |                                                                |                                                                |                                                                |                                                                |                                                                |  |  | Jean (†1480)                                                         | Jean (†1480)                                                         | Jean (†1480)                                                         | Jean (†1480)                                                         | Jean (†1480)                                                         | Jean (†1480)                                                         |  |  |                                                               |                                                               |                                                               |                                                               |                                                               |                                                               |  |  |                                         |                                         |                                         |                                         |                                         |                                         |  |  | Jacques (†1510)                    | Jacques (†1510)                    | Jacques (†1510)                    | Jacques (†1510)                    | Jacques (†1510)                    | Jacques (†1510)                    |  |  | Antoine                  | Antoine                  | Antoine                  | Antoine                  | Antoine                  | Antoine                  |  |  |  |  |  |  |  |  |  |  |  |  |  |  |  |  |  |  |  |  |  |  |  |  |  |  |  |  |  |  |  |  |
|                                                                |                                                                |                                                                |                                                                |                                                                |                                                                |  |  | Jean (†1480)                                                         | Jean (†1480)                                                         | Jean (†1480)                                                         | Jean (†1480)                                                         | Jean (†1480)                                                         | Jean (†1480)                                                         |  |  |                                                               |                                                               |                                                               |                                                               |                                                               |                                                               |  |  |                                         |                                         |                                         |                                         |                                         |                                         |  |  | Jacques (†1510)                    | Jacques (†1510)                    | Jacques (†1510)                    | Jacques (†1510)                    | Jacques (†1510)                    | Jacques (†1510)                    |  |  | Antoine                  | Antoine                  | Antoine                  | Antoine                  | Antoine                  | Antoine                  |  |  |  |  |  |  |  |  |  |  |  |  |  |  |  |  |  |  |  |  |  |  |  |  |  |  |  |  |  |  |  |  |
|                                                                |                                                                |                                                                |                                                                |                                                                |                                                                |  |  | Gaspard Ier (†1522) Mal de France                                    | Gaspard Ier (†1522) Mal de France                                    | Gaspard Ier (†1522) Mal de France                                    | Gaspard Ier (†1522) Mal de France                                    | Gaspard Ier (†1522) Mal de France                                    | Gaspard Ier (†1522) Mal de France                                    |  |  |                                                               |                                                               |                                                               |                                                               |                                                               |                                                               |  |  |                                         |                                         |                                         |                                         |                                         |                                         |  |  | Renaud Lourdin (†1547)             | Renaud Lourdin (†1547)             | Renaud Lourdin (†1547)             | Renaud Lourdin (†1547)             | Renaud Lourdin (†1547)             | Renaud Lourdin (†1547)             |  |  | Philibert                | Philibert                | Philibert                | Philibert                | Philibert                | Philibert                |  |  |  |  |  |  |  |  |  |  |  |  |  |  |  |  |  |  |  |  |  |  |  |  |  |  |  |  |  |  |  |  |
|                                                                |                                                                |                                                                |                                                                |                                                                |                                                                |  |  | Gaspard Ier (†1522) Mal de France                                    | Gaspard Ier (†1522) Mal de France                                    | Gaspard Ier (†1522) Mal de France                                    | Gaspard Ier (†1522) Mal de France                                    | Gaspard Ier (†1522) Mal de France                                    | Gaspard Ier (†1522) Mal de France                                    |  |  |                                                               |                                                               |                                                               |                                                               |                                                               |                                                               |  |  |                                         |                                         |                                         |                                         |                                         |                                         |  |  | Renaud Lourdin (†1547)             | Renaud Lourdin (†1547)             | Renaud Lourdin (†1547)             | Renaud Lourdin (†1547)             | Renaud Lourdin (†1547)             | Renaud Lourdin (†1547)             |  |  | Philibert                | Philibert                | Philibert                | Philibert                | Philibert                | Philibert                |  |  |  |  |  |  |  |  |  |  |  |  |  |  |  |  |  |  |  |  |  |  |  |  |  |  |  |  |  |  |  |  |
|                                                                |                                                                |                                                                |                                                                |                                                                |                                                                |  |  |                                                                      |                                                                      |                                                                      |                                                                      |                                                                      |                                                                      |  |  |                                                               |                                                               |                                                               |                                                               |                                                               |                                                               |  |  |                                         |                                         |                                         |                                         |                                         |                                         |  |  |                                    |                                    |                                    |                                    |                                    |                                    |  |  |                          |                          |                          |                          |                          |                          |  |  |  |  |  |  |  |  |  |  |  |  |  |  |  |  |  |  |  |  |  |  |  |  |  |  |  |  |  |  |  |  |
| Odet (1515-1571) cardinal                                      | Odet (1515-1571) cardinal                                      | Odet (1515-1571) cardinal                                      | Odet (1515-1571) cardinal                                      | Odet (1515-1571) cardinal                                      | Odet (1515-1571) cardinal                                      |  |  | Gaspard II (1519-1572) amiral de France Cte de Coligny               | Gaspard II (1519-1572) amiral de France Cte de Coligny               | Gaspard II (1519-1572) amiral de France Cte de Coligny               | Gaspard II (1519-1572) amiral de France Cte de Coligny               | Gaspard II (1519-1572) amiral de France Cte de Coligny               | Gaspard II (1519-1572) amiral de France Cte de Coligny               |  |  |                                                               |                                                               |                                                               |                                                               |                                                               |                                                               |  |  | François (1521-1569) seigneur d'Andelot | François (1521-1569) seigneur d'Andelot | François (1521-1569) seigneur d'Andelot | François (1521-1569) seigneur d'Andelot | François (1521-1569) seigneur d'Andelot | François (1521-1569) seigneur d'Andelot |  |  | Marc Lourdin (†1597)               | Marc Lourdin (†1597)               | Marc Lourdin (†1597)               | Marc Lourdin (†1597)               | Marc Lourdin (†1597)               | Marc Lourdin (†1597)               |  |  | Gaspard                  | Gaspard                  | Gaspard                  | Gaspard                  | Gaspard                  | Gaspard                  |  |  |  |  |  |  |  |  |  |  |  |  |  |  |  |  |  |  |  |  |  |  |  |  |  |  |  |  |  |  |  |  |
| Odet (1515-1571) cardinal                                      | Odet (1515-1571) cardinal                                      | Odet (1515-1571) cardinal                                      | Odet (1515-1571) cardinal                                      | Odet (1515-1571) cardinal                                      | Odet (1515-1571) cardinal                                      |  |  | Gaspard II (1519-1572) amiral de France Cte de Coligny               | Gaspard II (1519-1572) amiral de France Cte de Coligny               | Gaspard II (1519-1572) amiral de France Cte de Coligny               | Gaspard II (1519-1572) amiral de France Cte de Coligny               | Gaspard II (1519-1572) amiral de France Cte de Coligny               | Gaspard II (1519-1572) amiral de France Cte de Coligny               |  |  |                                                               |                                                               |                                                               |                                                               |                                                               |                                                               |  |  | François (1521-1569) seigneur d'Andelot | François (1521-1569) seigneur d'Andelot | François (1521-1569) seigneur d'Andelot | François (1521-1569) seigneur d'Andelot | François (1521-1569) seigneur d'Andelot | François (1521-1569) seigneur d'Andelot |  |  | Marc Lourdin (†1597)               | Marc Lourdin (†1597)               | Marc Lourdin (†1597)               | Marc Lourdin (†1597)               | Marc Lourdin (†1597)               | Marc Lourdin (†1597)               |  |  | Gaspard                  | Gaspard                  | Gaspard                  | Gaspard                  | Gaspard                  | Gaspard                  |  |  |  |  |  |  |  |  |  |  |  |  |  |  |  |  |  |  |  |  |  |  |  |  |  |  |  |  |  |  |  |  |
|                                                                |                                                                |                                                                |                                                                |                                                                |                                                                |  |  |                                                                      |                                                                      |                                                                      |                                                                      |                                                                      |                                                                      |  |  |                                                               |                                                               |                                                               |                                                               |                                                               |                                                               |  |  |                                         |                                         |                                         |                                         |                                         |                                         |  |  |                                    |                                    |                                    |                                    |                                    |                                    |  |  |                          |                          |                          |                          |                          |                          |  |  |  |  |  |  |  |  |  |  |  |  |  |  |  |  |  |  |  |  |  |  |  |  |  |  |  |  |  |  |  |  |
| Louise (1555-1620)                                             | Louise (1555-1620)                                             | Louise (1555-1620)                                             | Louise (1555-1620)                                             | Louise (1555-1620)                                             | Louise (1555-1620)                                             |  |  | François (1557-1591) Cte de Coligny                                  | François (1557-1591) Cte de Coligny                                  | François (1557-1591) Cte de Coligny                                  | François (1557-1591) Cte de Coligny                                  | François (1557-1591) Cte de Coligny                                  | François (1557-1591) Cte de Coligny                                  |  |  | Charles (1564-1632) Mis de Coligny                            | Charles (1564-1632) Mis de Coligny                            | Charles (1564-1632) Mis de Coligny                            | Charles (1564-1632) Mis de Coligny                            | Charles (1564-1632) Mis de Coligny                            | Charles (1564-1632) Mis de Coligny                            |  |  | Paul (1555-1586) Cte de Laval           | Paul (1555-1586) Cte de Laval           | Paul (1555-1586) Cte de Laval           | Paul (1555-1586) Cte de Laval           | Paul (1555-1586) Cte de Laval           | Paul (1555-1586) Cte de Laval           |  |  | Gaspard (†1629)                    | Gaspard (†1629)                    | Gaspard (†1629)                    | Gaspard (†1629)                    | Gaspard (†1629)                    | Gaspard (†1629)                    |  |  | Philibert                | Philibert                | Philibert                | Philibert                | Philibert                | Philibert                |  |  |  |  |  |  |  |  |  |  |  |  |  |  |  |  |  |  |  |  |  |  |  |  |  |  |  |  |  |  |  |  |
| Louise (1555-1620)                                             | Louise (1555-1620)                                             | Louise (1555-1620)                                             | Louise (1555-1620)                                             | Louise (1555-1620)                                             | Louise (1555-1620)                                             |  |  | François (1557-1591) Cte de Coligny                                  | François (1557-1591) Cte de Coligny                                  | François (1557-1591) Cte de Coligny                                  | François (1557-1591) Cte de Coligny                                  | François (1557-1591) Cte de Coligny                                  | François (1557-1591) Cte de Coligny                                  |  |  | Charles (1564-1632) Mis de Coligny                            | Charles (1564-1632) Mis de Coligny                            | Charles (1564-1632) Mis de Coligny                            | Charles (1564-1632) Mis de Coligny                            | Charles (1564-1632) Mis de Coligny                            | Charles (1564-1632) Mis de Coligny                            |  |  | Paul (1555-1586) Cte de Laval           | Paul (1555-1586) Cte de Laval           | Paul (1555-1586) Cte de Laval           | Paul (1555-1586) Cte de Laval           | Paul (1555-1586) Cte de Laval           | Paul (1555-1586) Cte de Laval           |  |  | Gaspard (†1629)                    | Gaspard (†1629)                    | Gaspard (†1629)                    | Gaspard (†1629)                    | Gaspard (†1629)                    | Gaspard (†1629)                    |  |  | Philibert                | Philibert                | Philibert                | Philibert                | Philibert                | Philibert                |  |  |  |  |  |  |  |  |  |  |  |  |  |  |  |  |  |  |  |  |  |  |  |  |  |  |  |  |  |  |  |  |
| Frédéric Henri d'Orange (1584-1647) Pce d'Orange Cte de Nassau | Frédéric Henri d'Orange (1584-1647) Pce d'Orange Cte de Nassau | Frédéric Henri d'Orange (1584-1647) Pce d'Orange Cte de Nassau | Frédéric Henri d'Orange (1584-1647) Pce d'Orange Cte de Nassau | Frédéric Henri d'Orange (1584-1647) Pce d'Orange Cte de Nassau | Frédéric Henri d'Orange (1584-1647) Pce d'Orange Cte de Nassau |  |  | Gaspard III (1584-1646) Mal de France duc de Coligny                 | Gaspard III (1584-1646) Mal de France duc de Coligny                 | Gaspard III (1584-1646) Mal de France duc de Coligny                 | Gaspard III (1584-1646) Mal de France duc de Coligny                 | Gaspard III (1584-1646) Mal de France duc de Coligny                 | Gaspard III (1584-1646) Mal de France duc de Coligny                 |  |  |                                                               |                                                               |                                                               |                                                               |                                                               |                                                               |  |  | François (1585-1605) Cte de Laval       | François (1585-1605) Cte de Laval       | François (1585-1605) Cte de Laval       | François (1585-1605) Cte de Laval       | François (1585-1605) Cte de Laval       | François (1585-1605) Cte de Laval       |  |  | Gaspard (1590-1651) Cte de Saligny | Gaspard (1590-1651) Cte de Saligny | Gaspard (1590-1651) Cte de Saligny | Gaspard (1590-1651) Cte de Saligny | Gaspard (1590-1651) Cte de Saligny | Gaspard (1590-1651) Cte de Saligny |  |  | Clériadus Mis de Coligny | Clériadus Mis de Coligny | Clériadus Mis de Coligny | Clériadus Mis de Coligny | Clériadus Mis de Coligny | Clériadus Mis de Coligny |  |  |  |  |  |  |  |  |  |  |  |  |  |  |  |  |  |  |  |  |  |  |  |  |  |  |  |  |  |  |  |  |
| Frédéric Henri d'Orange (1584-1647) Pce d'Orange Cte de Nassau | Frédéric Henri d'Orange (1584-1647) Pce d'Orange Cte de Nassau | Frédéric Henri d'Orange (1584-1647) Pce d'Orange Cte de Nassau | Frédéric Henri d'Orange (1584-1647) Pce d'Orange Cte de Nassau | Frédéric Henri d'Orange (1584-1647) Pce d'Orange Cte de Nassau | Frédéric Henri d'Orange (1584-1647) Pce d'Orange Cte de Nassau |  |  | Gaspard III (1584-1646) Mal de France duc de Coligny                 | Gaspard III (1584-1646) Mal de France duc de Coligny                 | Gaspard III (1584-1646) Mal de France duc de Coligny                 | Gaspard III (1584-1646) Mal de France duc de Coligny                 | Gaspard III (1584-1646) Mal de France duc de Coligny                 | Gaspard III (1584-1646) Mal de France duc de Coligny                 |  |  |                                                               |                                                               |                                                               |                                                               |                                                               |                                                               |  |  | François (1585-1605) Cte de Laval       | François (1585-1605) Cte de Laval       | François (1585-1605) Cte de Laval       | François (1585-1605) Cte de Laval       | François (1585-1605) Cte de Laval       | François (1585-1605) Cte de Laval       |  |  | Gaspard (1590-1651) Cte de Saligny | Gaspard (1590-1651) Cte de Saligny | Gaspard (1590-1651) Cte de Saligny | Gaspard (1590-1651) Cte de Saligny | Gaspard (1590-1651) Cte de Saligny | Gaspard (1590-1651) Cte de Saligny |  |  | Clériadus Mis de Coligny | Clériadus Mis de Coligny | Clériadus Mis de Coligny | Clériadus Mis de Coligny | Clériadus Mis de Coligny | Clériadus Mis de Coligny |  |  |  |  |  |  |  |  |  |  |  |  |  |  |  |  |  |  |  |  |  |  |  |  |  |  |  |  |  |  |  |  |
|                                                                |                                                                |                                                                |                                                                |                                                                |                                                                |  |  |                                                                      |                                                                      |                                                                      |                                                                      |                                                                      |                                                                      |  |  |                                                               |                                                               |                                                               |                                                               |                                                               |                                                               |  |  |                                         |                                         |                                         |                                         |                                         |                                         |  |  |                                    |                                    |                                    |                                    |                                    |                                    |  |  |                          |                          |                          |                          |                          |                          |  |  |  |  |  |  |  |  |  |  |  |  |  |  |  |  |  |  |  |  |  |  |  |  |  |  |  |  |  |  |  |  |
| Guillaume II d'Orange (1626-1650) Pce d'Orange Cte de Nassau   | Guillaume II d'Orange (1626-1650) Pce d'Orange Cte de Nassau   | Guillaume II d'Orange (1626-1650) Pce d'Orange Cte de Nassau   | Guillaume II d'Orange (1626-1650) Pce d'Orange Cte de Nassau   | Guillaume II d'Orange (1626-1650) Pce d'Orange Cte de Nassau   | Guillaume II d'Orange (1626-1650) Pce d'Orange Cte de Nassau   |  |  | Gaspard IV (1620-1649) Mal de France duc de Coligny duc de Châtillon | Gaspard IV (1620-1649) Mal de France duc de Coligny duc de Châtillon | Gaspard IV (1620-1649) Mal de France duc de Coligny duc de Châtillon | Gaspard IV (1620-1649) Mal de France duc de Coligny duc de Châtillon | Gaspard IV (1620-1649) Mal de France duc de Coligny duc de Châtillon | Gaspard IV (1620-1649) Mal de France duc de Coligny duc de Châtillon |  |  | Anne, mariée à Georges II de Wurtemberg-Montbéliard           | Anne, mariée à Georges II de Wurtemberg-Montbéliard           | Anne, mariée à Georges II de Wurtemberg-Montbéliard           | Anne, mariée à Georges II de Wurtemberg-Montbéliard           | Anne, mariée à Georges II de Wurtemberg-Montbéliard           | Anne, mariée à Georges II de Wurtemberg-Montbéliard           |  |  |                                         |                                         |                                         |                                         |                                         |                                         |  |  | Jean (1617-1686) Cte de Saligny    | Jean (1617-1686) Cte de Saligny    | Jean (1617-1686) Cte de Saligny    | Jean (1617-1686) Cte de Saligny    | Jean (1617-1686) Cte de Saligny    | Jean (1617-1686) Cte de Saligny    |  |  |                          |                          |                          |                          |                          |                          |  |  |  |  |  |  |  |  |  |  |  |  |  |  |  |  |  |  |  |  |  |  |  |  |  |  |  |  |  |  |  |  |
| Guillaume II d'Orange (1626-1650) Pce d'Orange Cte de Nassau   | Guillaume II d'Orange (1626-1650) Pce d'Orange Cte de Nassau   | Guillaume II d'Orange (1626-1650) Pce d'Orange Cte de Nassau   | Guillaume II d'Orange (1626-1650) Pce d'Orange Cte de Nassau   | Guillaume II d'Orange (1626-1650) Pce d'Orange Cte de Nassau   | Guillaume II d'Orange (1626-1650) Pce d'Orange Cte de Nassau   |  |  | Gaspard IV (1620-1649) Mal de France duc de Coligny duc de Châtillon | Gaspard IV (1620-1649) Mal de France duc de Coligny duc de Châtillon | Gaspard IV (1620-1649) Mal de France duc de Coligny duc de Châtillon | Gaspard IV (1620-1649) Mal de France duc de Coligny duc de Châtillon | Gaspard IV (1620-1649) Mal de France duc de Coligny duc de Châtillon | Gaspard IV (1620-1649) Mal de France duc de Coligny duc de Châtillon |  |  | Anne, mariée à Georges II de Wurtemberg-Montbéliard           | Anne, mariée à Georges II de Wurtemberg-Montbéliard           | Anne, mariée à Georges II de Wurtemberg-Montbéliard           | Anne, mariée à Georges II de Wurtemberg-Montbéliard           | Anne, mariée à Georges II de Wurtemberg-Montbéliard           | Anne, mariée à Georges II de Wurtemberg-Montbéliard           |  |  |                                         |                                         |                                         |                                         |                                         |                                         |  |  | Jean (1617-1686) Cte de Saligny    | Jean (1617-1686) Cte de Saligny    | Jean (1617-1686) Cte de Saligny    | Jean (1617-1686) Cte de Saligny    | Jean (1617-1686) Cte de Saligny    | Jean (1617-1686) Cte de Saligny    |  |  |                          |                          |                          |                          |                          |                          |  |  |  |  |  |  |  |  |  |  |  |  |  |  |  |  |  |  |  |  |  |  |  |  |  |  |  |  |  |  |  |  |
| Guillaume III d'Angleterre (1650-1702) roi d'Angleterre        | Guillaume III d'Angleterre (1650-1702) roi d'Angleterre        | Guillaume III d'Angleterre (1650-1702) roi d'Angleterre        | Guillaume III d'Angleterre (1650-1702) roi d'Angleterre        | Guillaume III d'Angleterre (1650-1702) roi d'Angleterre        | Guillaume III d'Angleterre (1650-1702) roi d'Angleterre        |  |  | Henry Gaspard (1649-1657) duc de Coligny                             | Henry Gaspard (1649-1657) duc de Coligny                             | Henry Gaspard (1649-1657) duc de Coligny                             | Henry Gaspard (1649-1657) duc de Coligny                             | Henry Gaspard (1649-1657) duc de Coligny                             | Henry Gaspard (1649-1657) duc de Coligny                             |  |  | Léopold-Eberhard de Wurtemberg (1670-1723) Pce de Montbéliard | Léopold-Eberhard de Wurtemberg (1670-1723) Pce de Montbéliard | Léopold-Eberhard de Wurtemberg (1670-1723) Pce de Montbéliard | Léopold-Eberhard de Wurtemberg (1670-1723) Pce de Montbéliard | Léopold-Eberhard de Wurtemberg (1670-1723) Pce de Montbéliard | Léopold-Eberhard de Wurtemberg (1670-1723) Pce de Montbéliard |  |  |                                         |                                         |                                         |                                         |                                         |                                         |  |  |                                    |                                    |                                    |                                    |                                    |                                    |  |  |                          |                          |                          |                          |                          |                          |  |  |  |  |  |  |  |  |  |  |  |  |  |  |  |  |  |  |  |  |  |  |  |  |  |  |  |  |  |  |  |  |

### Branche des seigneurs de Chastillon
Après son installation en France, la branche aînée de la maison de Coligny posséda la seigneurie de Châtillon-sur-Loing.
Nombre des Coligny de cette branche embrassèrent la Réforme durant les Guerres de religion et combattirent les Guise aux côtés d'Henri IV : notamment l'amiral Gaspard II († le 24 août 1572 lors de la Saint-Barthélemy) et ses frères François d'Andelot et Odet de Châtillon, déjà cités. Les autres membres de la famille demeurèrent catholiques. Dès le milieu du XVIIe siècle, la branche protestante redevint catholique (comme Charles, fils cadet de l'amiral, dès 1590), à l'exception d'Anne de Coligny, fille du maréchal Gaspard III de Coligny et femme de Georges II duc de Wurtemberg à Montbéliard. Parmi les membres remarquables de la famille, citons Henriette de Coligny (1618-73), autre fille du maréchal Gaspard III, célèbre précieuse et poétesse.

### Branche des seigneurs de Saligny

Armes de la branche de Coligny-Saligny

- Jacques Lourdin de Coligny, fils de Guillaume II sire de Coligny-le-Vieux et d'Andelot, et de Catherine Lourdin de Saligny et de La Motte-Saint-Jean ci-dessus ; mari d'Isabeau fille de Charles de Ternant (fils de Philippe) et de Jeanne de Vienne-Ruffey (fille de Jean de Vienne de Ruffey x Catherine Roger de Beaufort), d'où : < Renaud de Coligny (1478-1547), qui épouse Jacqueline fille de Jean IV de Montboissier-Beaufort-Canillac et de Marguerite de Vienne-Listenois (l'amiral de Vienne était son trisaïeul et son quadrisaïeul) < parents de Marc de Coligny-Saligny (1524-97 ; sa sœur est Antoinette de Coligny de Saligny, mariée avec Pierre d'Amanzé en avril 1555 : leur fille Esther épouse en 1595 François de Beaujeu-du Colombier de Montcoquier ; puis religieuse au Prieuré de la Sainte-Trinité de Marcigny-lès-Nonnains), x Gabrielle Le Loup (de la famille bourbonnaise, plus tard de Bellenave) < Gaspard Ier († 1629), x Françoise de La Guiche < Gaspard II, x Jacqueline de Montmorin de St-Hérem, d'où :
- Gaspard III de Coligny-Saligny, x Marie/Marguerite-Gilberte/Philiberte, fille d'Antoine-Alexandre de Roquefeuil-Blanquefort (remariée veuve à Claude-Yves, 4e marquis d'Allègre, avec Postérité), d'où : - Gaspard IV, sans postérité ; - et Isabelle de Coligny, dame de Saligny, x Noël-Eléonor, palatin de Dio et sire de Montperroux († 1693), d'où postérité de leurs deux filles : - Jeanne-Baptiste de Dyo, x Marie-François-Roger de Langheac, marquis de Coligny (-le Vieux) et d'Andelot (sa grand-mère paternelle était Barbe de Coligny-Cressia (3e branche) ci-dessous, et son grand-père maternel Roger de Bussy-Rabutin) ; - et Marie-Élisabeth de Dyo, dame de Dyo, Montperroux et Saligny, x 1701 Louis-Antoine-Erard de Damas, comte d'Anlezy, seigneur de Montigny et Fleury-la-Tour (Postérité) ; - alors que leur fils - François-Éléonor de Dyo est † en 1714 sans postérité
- Jean de Coligny-Saligny (1617-1686), dit le comte de Coligny-Saligny, baron de la Motte-St-Jean, fils cadet de Gaspard II et frère cadet de Gaspard III, lieutenant-général des armées du roi, chef du corps français envoyé en Hongrie au secours de l'Empire, vainqueur de la bataille de Saint-Gothard ; x Anne-Nicolle, fille de Jean-Baptiste Cauchon de Maupas du Tour ; Parents de :
- Gaspard-Alexandre de Coligny de Saligny (1662-1694), † le 14 mai 1694 sans postérité de sa femme Marie-Constance-Adélaïde de Madaillan-Lesparre (1675-1725 ; mariée en 1690 ; fille aînée d'Armand), le dernier mâle des Coligny, officier au Condé-Cavalerie ; une de ses sœurs, Marie de Coligny († 1693), épouse en 1687 Louis II de Mailly de Montcavrel de Nesle (1653-1688) : d'où Louis III (1689-1777), prince titulaire d'Orange, père des fameuses sœurs de Nesle dont quatre maîtresses de Louis XV, avec descendance Charles de Vintimille.

### Branches des seigneurs de Cressia
- première branche de Coligny-Cressia, au XIIIe siècle : Hugues, fils cadet d'Humbert III et petit-fils d'Humbert II de Coligny < son fils aîné Humbert a pour frères cadets Hugues et Laurent, et pour fils : < Polis et Guillaume, ce dernier étant le père < d'Amédée de Coligny-Cressia, qui termine cette branche au début du XIVe siècle, fl. 1324. Isabelle de Sabran-Forcalquier, femme d'Étienne Ier de Coligny d'Andelot ci-dessus, hérite alors de Cressia.
- deuxième branche, au XIVe siècle : Béraud Ier (fils cadet d'Étienne Ier de Coligny (1303 - 1307) et d'Isabeau de Sabran-Forcalquier ci-dessus), marié 2° à Sibille de Présilly, en est la souche : < père de Jean Ier et de Renaud de Coligny-Cressia ; ce dernier se marie deux fois, 1° avec Clémence, fille de Jean de La Palud-Varambon-Richemont (d'où Jean II de Coligny, † 1396 à Nicopolis, x Simone, fille de Guillaume III de Tournon : < parents d'Henri de Coligny-Cressia, † vers 1407 sans postérité), et 2° avec Guye, fille de Guy de Cicon, dame de Châtillon-Guyotte, † vers 1426 (d'où : - Béraud II, † vers 1411 sans postérité ; et - Jeanne de Coligny-Cressia, la sœur de Béraud II, qui transmet Châtillon-Guyotte à son mari Jacques-Antoine de Grammont : Postérité). Cressia retourne alors à Jacquemart de Coligny d'Andelot, vu plus haut.
- troisième branche, aux XVe – XVIIe siècles : Antoine de Coligny, † 1496, seigneur de Cressia, Buenc et Loisia, fils cadet de Guillaume II, sire de Coligny-le-Vieux et d'Andelot, et Catherine de Saligny ci-dessus, x 1468 Pâquette fille de Pierre des Crosses, d'où :
  - Philibert Ier, x 2° Anne fille de Guy de Châteauvieux : parents de : - Louise de Coligny-Cressia, x 1540/1544 Gaucher/Gautier II de Jaucourt de Dinteville-Polisy seigneur de Vanlay (leur fille Marguerite dame de Vanlay reste sans postérité de son mariage avec Joachim de Jaucourt sire de Dinteville) ; - et son frère :
  - Gaspard de Coligny-Cressia, fils de Philibert Ier, x 1532 Denise, fille héritière de Lancelot II de Luyrieux, sire de Beaufort et Flacey (voir plus haut : Marguerite, fille d'Étienne II de Coligny d'Andelot), et de Jeanne de Rye (qui, veuve de Lancelot, fut la troisième femme de Philibert Ier de Coligny-Cressia et donc la belle-mère de Gaspard)
  - le fils de Gaspard de Coligny et Denise de Luyrieux : Philibert II, x Gabrielle de Dinteville-Polisy, dame de Dammartin (nièce de Gaucher/Gautier II de Dinteville-Vanlay qu'on vient d'évoquer ; fille de Guillaume de Jaucourt de Dinteville seigneur de Polisy et d'Echenay, et de Louise fille du vicomte François de Rochechouart-Pontville) : parents de :
  - Marc de Coligny, leur fils cadet, seigneur de Dammartin, x 1598 Catherine fille de Pierre Le Genevois baron de Blaigny : leur fille Gabrielle de Coligny, x 1632 François de Baradat († 1683), est mère d'une fille et de sept garçons, dont Louis, évêque de Vabres en 1673-1710 ;
  - et Clériadus de Coligny-Cressia (1578-1644), le frère aîné de Marc, marquis de Coligny-le-Vieux et d'Andelot par cession vers 1629 de Charles de Coligny, fils cadet de l'amiral : voir plus haut, x 1597 Catherine de Châteauvieux et Fromente, dame de Cusance et Verjon : parents de :
  - - Joachim, † sans postérité en 1527, à 22 ans, au siège de La Rochelle ; - autre Joachim, marquis de Coligny et d'Andelot, baron de Cressia et de Loisia, x 1644 Jeanne fille de Christophe de Talaru marquis de Chalmazel : il termine cette lignée dans les mâles ;
  - leur sœur - Barbe de Coligny-Cressia transmet les fiefs et les titres à son mari Gilbert-Allire V de Langheac, comte de Dalet, épousé en 1634 ; d'où postérité :
  - leur petit-fils Marie-François-Roger de Langheac († 1746), fils de Gilbert-Allire VI de Langheac († 1676) et de Louise-Françoise de Rabutin (1642-1716 ; fille de Roger de Busssy-Rabutin), et mari de Jeanne-Baptiste de Dyo, héritière des Coligny-Saligny ci-dessus, cède en 1702 le marquisat d'Andelot à Joachim Guyénard ; en 1710, Cressia et Loisia à Louis-Marie Michaud de La Tour d'Avenans de Lyconna[23] ; et en 1719, le marquisat de Coligny (-le-Vieil) aux Wurtemberg-Montbéliard issus d'Anne de Coligny (1624-1680 ; rencontrée ci-dessus, fille de Gaspard III, femme de George II et mère de Léopold-Eberhard), par elle déjà héritiers du comté (ex-duché) de Coligny-le-Neuf depuis 1657, et qui se fondirent ensuite, vers la mi-XVIIIe siècle, dans les Faucigny-Lucinge et dans les Pillot-Coligny ci-dessous, ces deux familles jouissant en commun des titres de comtes et marquis de Coligny (-le-Neuf, et -le-Vieux) jusqu'à nos jours, et des terres et seigneuries de Coligny jusqu'à la Révolution.

### Descendance dans lafamille de Pillot
L'arrière-arrière-petite-fille de Gaspard III de Coligny, Anne-Elisabeth de Sandersleben (1722-1793 ; deux fois la petite-fille de Léopold-Eberhard), épousa en 1747 Thomas de Pillot (1713-1777), seigneur de Chenecey et de Marnoz.
Anne-Élisabeth de Sandersleben (1722-1793) et sa sœur Éléonore-Charlotte de Sandersleben (1720-1781 ; épouse de Louis-Christophe de Faucigny-Lucinge) furent titrées co-comtesses de Coligny et obtinrent l'autorisation de transmettre à leurs enfants les noms et armes de Coligny « en vertu de Lettres Patentes données à Paris le 5 février 1718, enregistrées au Parlement de Besançon et au Conseil souverain d'Alsace la même année, et à la Chambre des comptes de Bourgogne en 1719 ».
En 1761, Thomas de Pillot fut titré par l'empereur François comte de Pillot-Coligny et du Saint-Empire. Il ajouta à son nom celui de Coligny.
La famille de Pillot qui n'a aucune origine commune avec la famille de Coligny hormis l'alliance qu'on vient d'évoquer, était une famille marchande de Besançon au XVe siècle. Venue du négoce bisontin, elle acquit la seigneurie de Chenecey au XVIe siècle. En 1438 Gérard Pillot, marchand et cogouverneur (membre du conseil municipal) de Besançon fait son testament. En 1494, Claude de Pillot fut anobli par lettres de l'empereur Maximilien. La célèbre amante et muse d'Apollinaire, Lou (Louise de Pillot de Coligny-Châtillon), appartenait à cette famille.

## Héraldique

### Armes
| Figure                                  | Nom et blasonnement | Période     |
|                                         | de Coligny De gueules à une aigle d'argent, couronnée, becquée et membrée d'azur |             |
|                                         | de Coligny De gueules à une aigle d'argent, couronnée, becquée et membrée d'azur, lampassée et onglée d'or |             |
|                                         | Duc et pair |             |
| Blason de la branche de Coligny-Saligny | de Coligny Saligny Ecartelé : 1 et 4, De gueules à une aigle d'argent, couronnée, becquée et membrée d'azur, lampassée et onglée d'or (de Coligny); 2 et 3, de gueules, à trois tours d'argent (Saligny) |             |
|                                         | Gaspard III de Coligny | 1622 - 1646 |
|                                         | Gaspard IV de Coligny, Duc de Chatillon (1646) et de Coligny (1648), Pair de France (1648), Maréchal de France (1649) | 1649        |
|                                         | |             |
|                                         | Odet de Coligny, Cardinal (1533-1563), Archevêque de Toulouse (1534-1550), Évêque-Comte de Beauvais et Pair de France (1535-1563) | 1533 - 1571 |
|                                         | Charles de Coligny, Marquis de Coligny et Saint Bris, Chevalier des Ordres du Roi Écartelé au I et au IV de gueules à l'aigle d'argent becquée lampassée membrée et couronnée d'azur, au II et III d'or à la croix de gueules cantonnée de douze alérions d'azur ordonnés 2 et 2 et chargée de cinq coquilles d'argent, le premier canton d'azur semé fleurs de lys d'or chargé d'un lion aussi d'or. | 1617 - 1632 |

### Cimiers et entours
- sommant l'écu : une couronne ducale d'où issit une aigle d'argent couronnée & becquée d'azur; un heaume surmonté d'un sagittaire tirant à dextre.
- support : deux lévriers d'argent accolés de gueules.
- manteau de pair de France

### Devises et cris
- Devise de la maison de Coligny : Je les espreuve tous

## Possessions
Liste non exhaustives des possessions tenues en nom propre ou en fief par la famille de Coligny :
- donjon de Buenc, à Hautecourt-Romanèche ;
- château de Chazey-sur-Ain, à Chazey-sur-Ain ;
- château du Cuchet, à Saint-Sorlin-en-Bugey ;
- château de Jasseron, à Jasseron (v.1230-1307) ;
- château de Pont-d'Ain, à Pont-d'Ain (av. 1289) ;
- château de Saint-Denis-en-Bugey, à Saint-Denis-en-Bugey (XIIe) ;
- château de Saint-Germain, à Ambérieu-en-Bugey (des origines-1210) ;
- château de Varey, à Saint-Jean-le-Vieux (1150).